# Маузолеј првог кинеског цара
Маузолеј првог кинеског цара, Ћин Ши Хуанга, из  210. прије нове ере, је једна од највећих гробница на свету, а најпознатија је по колекцији од преко 7.000 реалистичних фигура војника и коња од теракоте, тзв. Ратници од теракоте . Маузолеј се налази 36 км североисточно од града  Си’ан, покрајине Шанкси у централној Кини .

## Историја
Ћин Ши Хуанг је био први кинески цар који је ујединио Кину 221. пре нове ере. Исте године започео је изградњу свог мегаломанског маузолеја, а научници процењују да на градњи учествовало око 700.000 радника.
Маузолеј је откривен сасвим случајно у марту 1974. године када су сељани из оближњег села покушали да ископају бунар како би се спасили од суше. На дубини од 4 метра пронашли су свирале, под од цигле и бронзани самострел са стрелицама. Археолошка ископавања започела су убрзо након открића, а Музеј првог цара династије Ћин  је отворен за јавност 1979. године . Године  1980. године откривена су двоја осликана бронзана кола, 20 метара западно од царске гробнице. Кола су била четверопрези састављена од 3.000 различитих комада (од чега је 1.720 комада накита 3.033 грама злата и 4.342 грама сребра).
Од 1987. године, Маузолеј првог кинеског цара уписан је на Унескову листу светске баштине у Азији и Океанији

## Карактеристике
Маузолеј је окружен спољним зидовима квадратног облика, пречника 2.000 к 900 метара, а унутар њих се налазе унутрашње зидине  1.200 х 550 м. Између њих су се налазиле штале, куће службеника и стражара, јама са ретким животињама, јама са плесачима и акробатима и јама у којој су пронађене шкољке и шлемови. Унутрашњим квадратом доминира гробница  у облику пирамиде. На врху су биле припадајуће зграде: резиденција са холом, јама са државним службеницима и квадратна јама површине 3.025 m² у којој су пронађене бронзане запреге.
На око 310 метара источно од спољних зидова налазе се две јаме, једна са гробницама, а друга са фигурама коња од теракоте. Само 300 метара источно од њих налазе се још четири јаме, од којих су две истражене. У првом, величине 14.260 m², налази се војска од теракоте природне величине од 6000 војника и 40 фигура од бронзаних и глинених запрега на четири точка. Следећа јама има исто толико фигура војника и 89 кочија. За сада је у трећој пронађено само 78 фигура војника и једна кочија. Све у свему, маузолеј се простире на више од 56 км². Важна карактеристика ових фигура је изузетна индивидуализација сваког лика, свака фигура се разликује од других.

Цео музеј првог цара из династије Ћин завршен је 1994. године и у њему посетиоци могу да виде 1.087 војника од теракоте и коња, што је  број досад реконструисаних фигура.
- Реалне фигуре војника
- Портрет официра
- Низ коња
- Бронзана кочија
- Музеј првог цара из династије Ћин